# Morten Müller
Morten Müller (født 28. februar 1828 i Holmestrand i Vestfold, død 10. februar 1911) var en norsk landskabsmaler. Han er særlig kendt for sine romantiske malerier af fjorde og fyrreskove.

## Liv og arbejde
Han var søn af faderen med samme navn, Morten Müller (1791–1864) og Cecilie Cathrine Frost (født 1790). Morten Müller begynde sine kunststudier hos Adolph Tidemand og Hans Gude i Düsseldorf i Tyskland fra 1847 til 1848. Senere fortsatte han som student ved akademiet i byen under Johann Wilhelm Schirmer. Fra 1866 til 1873 boede Morten Müller i Oslo, der han fra 1870 underviste på en malerskole i Oslo. Derefter  arbejdede han i Düsseldorf og blev der frem til sin død. 
I 1874 blev Morten Müller hofmaler og medlem af akademiet i Stockholm. 

## Malerier (udvalg)
Nasjonalgalleriet i Oslo har seks billeder  Morten Müller, Bergen kunstmuseum to og Stockholm museum tre.
- Norsk landskab ((Nasjonalgalleriet))
- Ved Hardangerfjordens udløb (1866) (Nasjonalgalleriet)
- Fyrskov (i Galerie zu Hamburg)
- Stor fyrskov
- Sinclairs landgang i Romsdalen, med historisk staffage af Tidemand (1876),
- Natlig fiskefangst i Norge
- Norsk vandfald med fyrreskov (1879),
- Norsk fiskehavn ved Christianiafjorden (1880),
- Norwegische Waldgegend mit Elentieren
- Norsk skov (1883),
- Norwegische Fernsicht (1886).

- Norsk kystlandskab med folkeliv, 1857
- Udsigt over Bondejorden med omgivelser, 1868
- Maleri, 1874, i privat eje
- Indsø med robåd og mennesker, 1876
- Sinclairs landgang i Romsdalen